# Zholaman Sharshenbekov
Zholaman Sharshenbekov (en kirguís: Жоламан Шаршенбеков; Bala-Saruu, 29 de septiembre de 1999) es un deportista kirguís que compite en lucha grecorromana.
Participó en dos Juegos Olímpicos de Verano, obteniendo una medalla de bronce en París 2024, en la categoría de 60 kg, y el séptimo lugar en Tokio 2020, en la misma categoría.
Ganó cuatro medallas en el Campeonato Mundial de Lucha entre los años 2018 y 2023.

## Palmarés internacional
| Juegos Olímpicos   | Juegos Olímpicos   | Juegos Olímpicos  | Juegos Olímpicos |
| Año                | Lugar              | Medalla           | Categoría        |
| ------------------ | ------------------ | ----------------- | ---------------- |
| 2024               | París (Francia)    | Medalla de bronce | 60 kg            |
| Campeonato Mundial |                    |                   |                  |
| Año                | Lugar              | Medalla           | Categoría        |
| 2018               | Budapest (Hungría) | Medalla de plata  | 55 kg            |
| 2021               | Oslo (Noruega)     | Medalla de plata  | 60 kg            |
| 2022               | Belgrado (Serbia)  | Medalla de oro    | 60 kg            |
| 2023               | Belgrado (Serbia)  | Medalla de oro    | 60 kg            |